# Forever (Drake-sang)
 For alternative betydninger, se Forever. (Se også artikler, som begynder med Forever)
Forever er en sang af den canadiske sanger, sangskriver og rapper Drake. Med på sangen er også rapperne Kanye West, Lil' Wayne og Eminem, hvoraf sidstnævnte fik sangen med på sin genudgivelse af sit sjette studiealbum, Relapse: Refill.

## Hitlister

### Hitlister
| Hitliste (2009)                      | Top placering |
| ------------------------------------ | ------------- |
| Australien                           | 99            |
| Canada                               | 26            |
| Irland                               | 41            |
| Schweiz                              | 68            |
| Storbritannien                       | 42            |
| UK R&B Chart                         | 14            |
| U.S. Billboard Hot 100               | 8             |
| U.S. Billboard Hot R&B/Hip-Hop Songs | 2             |
| U.S. Billboard Rap Songs             | 1             |

### Årlister
| Hitliste (2009)        | Placering |
| ---------------------- | --------- |
| U.S. Billboard Hot 100 | 88        |

| Hitliste (2010)        | Placering |
| ---------------------- | --------- |
| U.S. Billboard Hot 100 | 71        |